# Сільська мозаїка
«Сільська мозаїка» (інша назва: «Десант під хмари») — радянський художній фільм 1980 року, знятий режисером Дооронбеком Садирбаєвим на кіностудії «Киргизфільм».

## Сюжет
Молодий кореспондент газети Жаркинбай приїхав до гірського аулу за листом, де повідомляється про небувале починання — дійку диких яків.

## У ролях
- Жоробек Аралбаєв — Апсамат
- Мухтар Бахтигерєєв — Суюнали
- Гульнара Єралієва — Шакін
- Чоробек Думанаєв — Жаркинбай
- Джамал Сейдакматова — Гюльсун
- Рахметбай Телеубаєв — голова
- Назіра Мамбетова — Кукуш

## Знімальна група
- Режисер — Дооронбек Садирбаєв
- Сценаристи — Толомуш Океєв, Таліп Ібраїмов
- Оператор — Нуртай Борбієв
- Композитор — Шандор Каллош
- Художники — Джолдожбек Касималієв, Казбек Жусупов